# Shinya Hashimoto
Shinya Hashimoto (橋本真也, Hashimoto Shinya) (né le 3 juillet 1965 à Toki, Préfecture de Gifu et mort le 11 juillet 2005 à Tokyo) est un catcheur (lutteur professionnel) et promoteur de catch japonais.
Formé dans le dojo de la New Japan Pro Wrestling il y fait ses premiers combats en 1984. La New Japan le met en valeur à partir de 1989 où il est finaliste d'un tournoi pour désigner le champion poids-lourds International Wrestling Grand Prix (IWGP). Il devient ensuite champion par équipe IWGP avec Masa Saito cette même année puis double champion poids-lourds IWGP entre 1993 et 1995. Il est une seconde fois champion par équipe avec Junji Hirata et une troisième et dernière fois champion poids-lourds IWGP avant de quitter la fédération en 2000.
Il fonde alors la Pro Wrestling Zero1 qui devient membre de la National Wrestling Alliance (NWA). Il devient d'ailleurs champion du monde poids-lourds de la NWA. Il fait aussi quelques apparitions à l'All Japan Pro Wrestling (AJPW) où il remporte le championnat poids-lourds Triple Crown AJPW et à la Hustle. Il meurt le 11 juillet 2005 des suites d'une rupture d'anévrisme.

## Carrière de catcheur

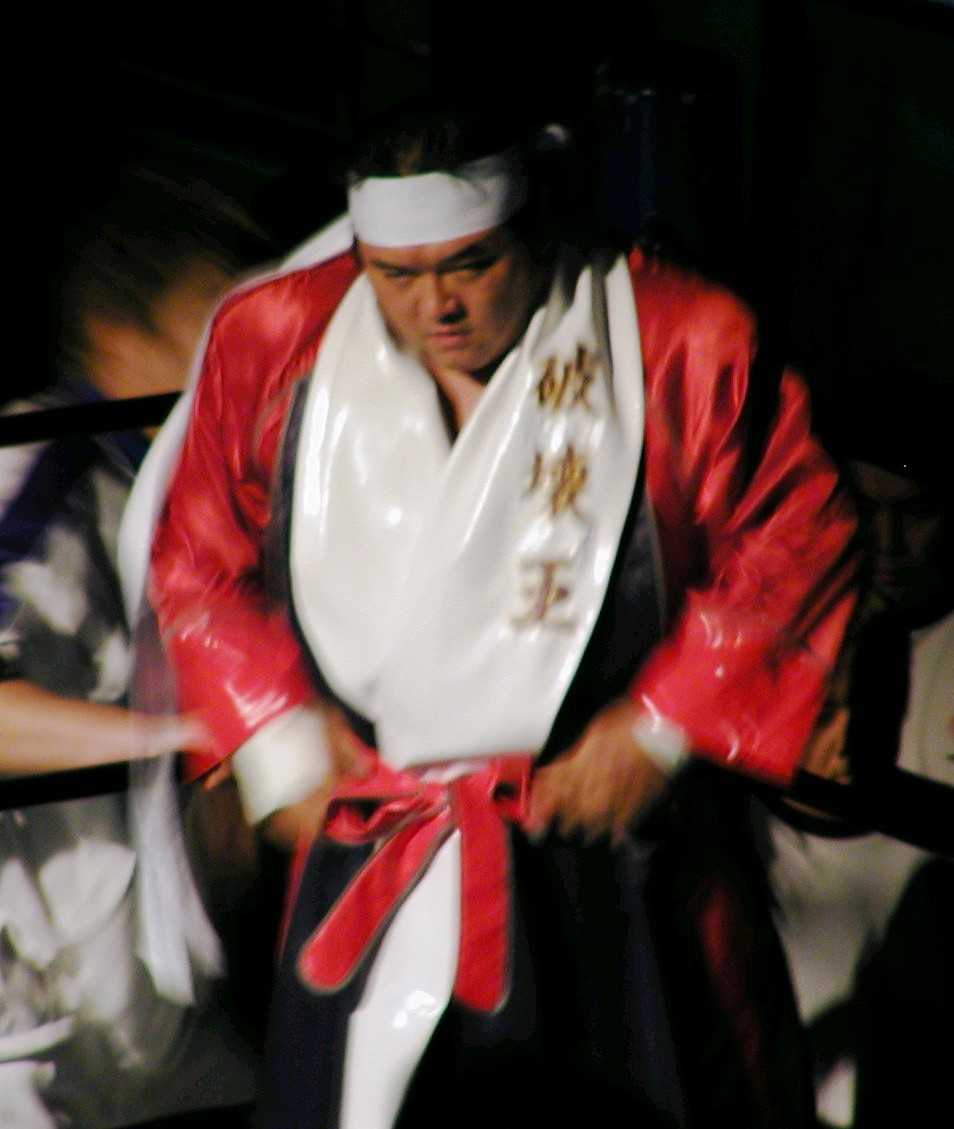
Shinya Hashimoto au Korakuen Hall en janvier 2024.

### New Japan Pro Wrestling (1984-2000)
Hashimoto entre au dojo de la New Japan Pro Wrestling en avril 1984 et fait son premier combat le 1er septembre où il perd face à Tatsutoshi Goto. Il est alors un catcheur de second plan de la New Japan et part aux États-Unis où il lutte à la Continental Wrestling Association et au Canada à la Stampede Wrestling. 
De retour au Japon, il atteint la finale d'un tournoi pour désigner le champion poids-lourds International Wrestling Grand Prix (IWGP) en éliminant Riki Chōshū puis Victor Zangiev (en) mais échoue face à Big Van Vader. Il fait ensuite équipe avec Masa Saito avec qui il devient champion par équipe IWGP le 20 septembre après leur victoire sur  Riki Chōshū et Takayuki Iizuka. 
Ils perdent ce titre le 27 avril 1990 face à Keiji Mutō et Masahiro Chōno. Le 12 juin, il participe à la Kyushu Cup qu'il remporte en éliminant Kensuke Sasaki puis Mutō en finale.
Le 12 juillet 1992, il est à la World Championship Wrestling (WCW) où il remplace Akira Nogami blessé comme équipier d'Hiroshi Hase. Ils participent au tournoi pour désigner les champions du monde par équipe de la WCW et les champions du monde par équipe de la National Wrestling Alliance. Ils passent le second tour après leur victoire sur Jimmy Garvin et Michael Hayes avant d'être éliminé en demi finale par Barry Windham et Dustin Rhodes. En octobre, il fait équipe avec Riki Chōshū au cours de la Super Grade Tag League où ils terminent 3e ex æquo de la phase de groupe. Cependant, ils remportent ce tournoi le 21 octobre en gagnant leurs match face à Manabu Nakanishi et Tatsumi Fujinami puis Hiroshi Hase et Kensuke Sasaki.
La New Japan décide de faire de lui le catcheur vedette et il devient champion poids-lourds IWGP le 20 septembre 1993 après sa victoire sur Keiji Mutō.

## Mort
Hashimoto meurt à Tokyo le 11 juillet 2005 d'une rupture d'anévrisme,. Sa famille organise ses funérailles cinq jours plus tard dans un cimetière de Yokohama.

## Autres médias
En 2004, il joue dans le film Rikidozan (역도산, Yeokdosan) réalisé par le coréen Song Hae-sung qui retrace la vie du catcheur Rikidōzan. Il y incarne le sumo Azumafuji Kin'ichi (en).

## Palmarès
- All Japan Pro Wrestling (AJPW)
  - 1 fois champion poids-lourds Triple Crown AJPW[15]

- National Wrestling Alliance (NWA)
  - 1 fois champion du monde poids-lourds de la NWA[16]

- New Japan Pro Wrestling
  - 3 fois champion poids-lourds International Wrestling Grand Prix (IWGP)[17]
  - 3 fois champion par équipe IWGP avec Masa Saito (2) et Junji Hirata (1)[18]
  - Kyushu Cup (12 juin 1990)[7]
  - Tournoi Super Grade Tag League 1992 avec Riki Chōshū[9]
  - Tournoi Super Grade Tag League 1996 avec Scott Norton
  - Tournoi G1 Climax 1998

- Pro Wrestling ZERO-ONE
  - 3 fois champion intercontinental par équipe de la National Wrestling Alliance (NWA) avec Naoya Ogawa (2) et Yoshiaki Fujiwara (1)[19]

## Récompenses des magazines
- Pro Wrestling Illustrated

| Année | 1994 | 1995 | 1996 | 1997 | 1998 | 1999       | 2000 | 2001 | 2002 | 2003 | 2004 |
| ----- | ---- | ---- | ---- | ---- | ---- | ---------- | ---- | ---- | ---- | ---- | ---- |
| Rang  | 82   | 134  | 12   | 7    | 52   | Non classé | 125  | 47   | 52   | 16   | 47   |

- Tokyo Sports
  - Prix de la performance 1989[21]
  - Prix du Fighting Spirit 1993[21]
  - Most Valuable Player 1994[21]
- Wrestling Observer Newsletter
  - Membre du Wrestling Observer Hall of Fame (depuis 2000)